# Сезар (кинопремия, 2010)
35-я церемония вручения наград премии «Сезар» (также известной как Ночь Сезара (фр. Nuit des César)) за заслуги в области французского кинематографа за 2009 год состоялась 27 февраля 2010 года в театре Шатле (Париж, Франция). Номинанты были объявлены 22 января 2010. Президентом церемонии выступила актриса Марион Котийяр.
Криминальная драма Жака Одиара «Пророк», представленная на премию в 13 номинациях, собрала девять наград, включая почти все основные призы: за лучший фильм, режиссуру, оригинальный сценарий и лучшую мужскую роль. Американский актёр Харрисон Форд был удостоен почётной премии «Сезар».

## Список лауреатов и номинантов
Количество наград/номинаций:
- 9/13: «Пророк»
- 1/11: «Всё сначала»
- 0/10: «Добро пожаловать»
- 2/6: «Концерт»
- 1/6: «Коко до Шанель»
- 1/5: «На посошок»
- 0/4: «Дикие травы» / «Похищение»
- 1/3: «Последний урок» / «Мадемуазель Шамбон» / «Красивые парни»
- 0/3: «Неудачники»
- 0/2: «Нам бы только день простоять…» / «Агент 117: Миссия в Рио»
- 1/1: «Ад Анри-Жоржа Клузо» / «Девочкам бесплатно» / «Гран Торино»

### Основные категории
• Лауреаты выделены отдельным цветом. 
| Категории                      | Лауреаты и номинанты                                                                                                  | Лауреаты и номинанты |
| ------------------------------ | --- | --- |
| Лучший фильм                   | • Пророк / Un prophète (продюсеры: Паскаль Кошето, Грегуар Сорлат, Марко Черквуй; режиссёр: Жак Одиар)                | • Пророк / Un prophète (продюсеры: Паскаль Кошето, Грегуар Сорлат, Марко Черквуй; режиссёр: Жак Одиар)                   |
| Лучший фильм                   | • Всё сначала / À l'origine (продюсеры: Эдуард Вейл, Пьер-Анж Ле Пожам; режиссёр: Ксавье Джанноли)                    | |
| Лучший фильм                   | • Концерт / Le Concert (продюсер: Ален Атталь; режиссёр: Раду Михайляну)                                              | |
| Лучший фильм                   | • Дикие травы / Les Herbes folles (продюсер: Жан-Луи Ливи; режиссёр: Ален Рене)                                       | |
| Лучший фильм                   | • Последний урок / La Journée de la jupe (продюсеры: Бенедикт Лесаж, Ариель Аскенази; режиссёр: Жан-Поль Лильенфельд) | |
| Лучший фильм                   | • Похищение / Rapt (продюсеры: Патрик Собельман, Диана Элбаум, Себастьен Деллуа; режиссёр: Люка Бельво)               | |
| Лучший фильм                   | • Добро пожаловать / Welcome (продюсеры: Кристоф Россиньон, Филипп Боэффар; режиссёр: Филипп Льоре)                   | |
| Лучшая режиссура               | Жак Одиар | • Жак Одиар за фильм «Пророк»                                                                                            |
| Лучшая режиссура               | Жак Одиар | • Ксавье Джанноли — «Всё сначала»                                                                                        |
| Лучшая режиссура               | Жак Одиар | • Раду Михайляну — «Концерт»                                                                                             |
| Лучшая режиссура               | Жак Одиар | • Люка Бельво — «Похищение»                                                                                              |
| Лучшая режиссура               | Жак Одиар | • Филипп Льоре — «Добро пожаловать»                                                                                      |
| Лучший актёр                   | | • Тахар Рахим — «Пророк» (за роль Малика Эль Джебены)                                                                    |
| Лучший актёр                   | • Иван Атталь — «Похищение» (за роль Станисласа Граффа)                                                               | |
| Лучший актёр                   | • Франсуа Клюзе — «Всё сначала» (за роль Филиппа Миллера / Поля)                                                      | |
| Лучший актёр                   | • Франсуа Клюзе — «На посошок» (фр.) (за роль Эрве Шабалье)                                                           | |
| Лучший актёр                   | • Венсан Линдон — «Добро пожаловать» (за роль Симона Калмата)                                                         | |
| Лучшая актриса                 | | • Изабель Аджани — «Последний урок» (за роль Сони Бержерак)                                                              |
| Лучшая актриса                 | • Доминик Блан — «Другая» (фр.) (за роль Анн-Мари)                                                                    | |
| Лучшая актриса                 | • Сандрин Киберлен — «Мадемуазель Шамбон» (фр.) (за роль Вероники Шамбон)                                             | |
| Лучшая актриса                 | • Кристин Скотт Томас — «Влечение» (за роль Сюзанн)                                                                   | |
| Лучшая актриса                 | • Одри Тоту — «Коко до Шанель» (за роль Габриель «Коко» Шанель)                                                       | |
| Лучший актёр второго плана     | | • Нильс Ареструп — «Пророк» (за роль Цезаря Лучиани)                                                                     |
| Лучший актёр второго плана     | • Жан-Юг Англад — «Преследование» (фр.) (за роль чудака-незнакомца)                                                   | |
| Лучший актёр второго плана     | • JoeyStarr (фр.) — «Бал актрис» (фр.) (за роль JoeyStarr)                                                            | |
| Лучший актёр второго плана     | • Бенуа Пульворд — «Коко до Шанель» (за роль Этьена Бальсана)                                                         | |
| Лучший актёр второго плана     | • Мишель Вюйермоз (фр.) — «На посошок» (за роль Пьера)                                                                | |
| Лучшая актриса второго плана   | | • Эмманюэль Дево — «Всё сначала» (за роль Стефани)                                                                       |
| Лучшая актриса второго плана   | • Ор Атика — «Мадемуазель Шамбон» (за роль Анн-Мари)                                                                  | |
| Лучшая актриса второго плана   | • Анн Косиньи — «Похищение» (за роль Франсуазы Графф)                                                                 | |
| Лучшая актриса второго плана   | • Одри Дана (фр.) — «Добро пожаловать» (за роль Марион)                                                               | |
| Лучшая актриса второго плана   | • Ноэми Львовски — «Красивые парни» (фр.) (за роль матери Эрве)                                                       | |
| Самый многообещающий актёр     | | • Тахар Рахим — «Пророк» (за роль Малика Эль Джебены)                                                                    |
| Самый многообещающий актёр     | • Фират Айверди (англ.) — «Добро пожаловать» (за роль Билала Каяни)                                                   | |
| Самый многообещающий актёр     | • Адель Беншериф (фр.) — «Пророк» (за роль Рияда)                                                                     | |
| Самый многообещающий актёр     | • Венсан Лакост — «Красивые парни» (за роль Эрве)                                                                     | |
| Самый многообещающий актёр     | • Венсан Ротье — «Я счастлив, что моя мать жива» (фр.) (за роль Тома́ Жюве)                                            | |
| Самая многообещающая актриса   | | • Мелани Тьерри — «На посошок» (за роль Магали)                                                                          |
| Самая многообещающая актриса   | • Полин Этьенн — «Нам бы только день простоять…» (за роль Лауры)                                                      | |
| Самая многообещающая актриса   | • Флоранс Луаре-Кайе (фр.) — «Я её любил. Я его любила.» (фр.) (за роль Хлои)                                         | |
| Самая многообещающая актриса   | • Соко — «Всё сначала» (за роль Моники)                                                                               | |
| Самая многообещающая актриса   | • Криста Тере — «Лол» (за роль Лолы)                                                                                  | |
| Лучший оригинальный сценарий   | Жак Одиар | • Жак Одиар, Тома Бидеген, Абдель Рауф Дафри (фр.), Николя Пуфайи (фр.) — «Пророк»                                       |
| Лучший оригинальный сценарий   | Жак Одиар | • Ксавье Джанноли — «Всё сначала»                                                                                        |
| Лучший оригинальный сценарий   | Жак Одиар | • Раду Михайляну, Ален-Мишель Блан (фр.), Мэттью Роббинс (англ.), Гектор Кабелло Рейс (фр.), Тьерри Дегранди — «Концерт» |
| Лучший оригинальный сценарий   | Жак Одиар | • Жан-Поль Лильенфельд (фр.) — «Последний урок»                                                                          |
| Лучший оригинальный сценарий   | Жак Одиар | • Филипп Льоре, Эммануэль Курколь (фр.), Оливье Адам (фр.) — «Добро пожаловать»                                          |
| Лучший адаптированный сценарий | | • Стефан Бризе и Флоренс Виньон (фр.) — «Мадемуазель Шамбон»                                                             |
| Лучший адаптированный сценарий | • Анн Фонтен, Камилль Фонтен (фр.) — «Коко до Шанель»                                                                 | |
| Лучший адаптированный сценарий | • Филипп Годо (фр.), Аньес де Саси — «На посошок»                                                                     | |
| Лучший адаптированный сценарий | • Ален Рене, Лоран Эрбье (фр.) — «Дикие травы»                                                                        | |
| Лучший адаптированный сценарий | • Лоран Тирар, Грегуар Виньерон (фр.) — «Маленький Николя»                                                            | |
| Лучшая музыка к фильму         | • Арман Амар за музыку к фильму «Концерт»                                                                             | • Арман Амар за музыку к фильму «Концерт»                                                                                |
| Лучшая музыка к фильму         | • Клифф Мартинес — «Всё сначала»                                                                                      | |
| Лучшая музыка к фильму         | • Алекс Бопен (фр.) — «Моя девочка не хочет…»                                                                         | |
| Лучшая музыка к фильму         | • Александр Деспла — «Пророк»                                                                                         | |
| Лучшая музыка к фильму         | • Никола Пьовани (итал.) — «Добро пожаловать»                                                                         | |
| Лучший монтаж                  | • Жюльетт Вельфлин (фр.) — «Пророк»                                                                                   | • Жюльетт Вельфлин (фр.) — «Пророк»                                                                                      |
| Лучший монтаж                  | • Селия Лафитедюпон (фр.) — «Всё сначала»                                                                             | |
| Лучший монтаж                  | • Людо Трох (фр.) — «Концерт»                                                                                         | |
| Лучший монтаж                  | • Эрве Де Люс (фр.) — «Дикие травы»                                                                                   | |
| Лучший монтаж                  | • Андреа Седлачкова (чеш.) — «Добро пожаловать»                                                                       | |
| Лучшая работа оператора        | • Стефан Фонтен — «Пророк»                                                                                            | • Стефан Фонтен — «Пророк»                                                                                               |
| Лучшая работа оператора        | • Глинн Спекарт (фр.) — «Всё сначала»                                                                                 | |
| Лучшая работа оператора        | • Кристоф Бокарн — «Коко до Шанель»                                                                                   | |
| Лучшая работа оператора        | • Эрик Готье — «Дикие травы»                                                                                          | |
| Лучшая работа оператора        | • Лоран Дайян (фр.) — «Добро пожаловать»                                                                              | |
| Лучшие декорации               | • Мишель Бартелеми (фр.) — «Пророк»                                                                                   | • Мишель Бартелеми (фр.) — «Пророк»                                                                                      |
| Лучшие декорации               | • Франсуа-Рено Лабарт — «Всё сначала»                                                                                 | |
| Лучшие декорации               | • Оливье Радо (фр.) — «Коко до Шанель»                                                                                | |
| Лучшие декорации               | • Алин Бонетто (фр.) — «Неудачники»                                                                                   | |
| Лучшие декорации               | • Маамар Эх-Шейх (фр.) — «Агент 117: Миссия в Рио»                                                                    | |
| Лучшие костюмы                 | • Катрин Летерье (фр.) — «Коко до Шанель»                                                                             | • Катрин Летерье (фр.) — «Коко до Шанель»                                                                                |
| Лучшие костюмы                 | • Шаттун (фр.) и Фаб — «Коко Шанель и Игорь Стравинский»                                                              | |
| Лучшие костюмы                 | • Мадлин Фонтен — «Неудачники»                                                                                        | |
| Лучшие костюмы                 | • Шарлотта Давид — «Агент 117: Миссия в Рио»                                                                          | |
| Лучшие костюмы                 | • Вирджиния Монтель — «Пророк»                                                                                        | |
| Лучший звук                    | • Пьер Экскофье (фр.), Брюно Таррьер (фр.), Селим Аззази — «Концерт»                                                  | • Пьер Экскофье (фр.), Брюно Таррьер (фр.), Селим Аззази — «Концерт»                                                     |
| Лучший звук                    | • Франсуа Мюзи, Габриэль Хафнер — «Всё сначала»                                                                       | |
| Лучший звук                    | • Жан Умански, Жерар Арди, Венсан Арнарди (фр.) — «Неудачники»                                                        | |
| Лучший звук                    | • Брижит Тальяндье, Франсис Варнье, Жан-Поль Урье (фр.) — «Пророк»                                                    | |
| Лучший звук                    | • Пьер Мертенс, Лоран Квальо (фр.), Эрик Тиссеран — «Добро пожаловать»                                                | |
| Лучший дебютный фильм          | • «Красивые парни» (фр.) — режиссёр: Риад Саттуф (фр.), продюсер: Энн-Доминик Туссэн                                  | • «Красивые парни» (фр.) — режиссёр: Риад Саттуф (фр.), продюсер: Энн-Доминик Туссэн                                     |
| Лучший дебютный фильм          | • «На посошок» (фр.) — режиссёр и продюсер: Филипп Годо                                                               | |
| Лучший дебютный фильм          | • «Шпионы» (фр.) — режиссёр: Николя Саада (фр.), продюсер: Майкл Жентиль                                              | |
| Лучший дебютный фильм          | • «Первая звезда» (фр.) — режиссёр: Люсьен Жан-Батист, продюсеры: Пьер Кюбель, Мари-Кастиль Менсьон-Шаар              | |
| Лучший дебютный фильм          | • «Нам бы только день простоять…» — режиссёр: Леа Фенер, продюсеры: Жан-Мишель Рей, Филипп Лижеуа                     | |
| Лучший документальный фильм    | • Ад Анри-Жоржа Клузо / L'Enfer d'Henri-Georges Clouzot (режиссёры: Серж Бромберг и Руксандра Медреа)                 | • Ад Анри-Жоржа Клузо / L'Enfer d'Henri-Georges Clouzot (режиссёры: Серж Бромберг и Руксандра Медреа)                    |
| Лучший документальный фильм    | • Танец: Балет Парижской оперы / La Danse, le ballet de l'Opéra de Paris (режиссёр: Фредерик Уайзман)                 | |
| Лучший документальный фильм    | • Гималаи, небесный путь / Himalaya, le chemin du ciel (режиссёр: Марианна Шу)                                        | |
| Лучший документальный фильм    | • Дом. История путешествия / Home (режиссёр: Ян Артюс-Бертран)                                                        | |
| Лучший документальный фильм    | • Не освобождайте меня, с этим я сам справлюсь / Ne me libérez pas, je m'en charge (режиссёр: Фабьен Годе)            | |
| Лучший короткометражный фильм  | • Девочкам бесплатно / C'est gratuit pour les filles (режиссёры: Клер Бюргер, Мари Амашукели)                         | • Девочкам бесплатно / C'est gratuit pour les filles (режиссёры: Клер Бюргер, Мари Амашукели)                            |
| Лучший короткометражный фильм  | • Где Ким Бейсингер? / ¿Dónde está Kim Basinger? (режиссёр: Эдуард Делюк)                                             | |
| Лучший короткометражный фильм  | • Причина другой / La Raison de l'autre (режиссёр: Фуед Мансур)                                                       | |
| Лучший короткометражный фильм  | • Семейный совет / Séance familiale (режиссёр: Чэн Чуй Куо)                                                           | |
| Лучший короткометражный фильм  | • Вильям раз, Вильям два / Les Williams (режиссёр: Альбан Менш)                                                       | |
| Лучший иностранный фильм       | • Гран Торино / Gran Torino (США, режиссёр Клинт Иствуд)                                                              | • Гран Торино / Gran Torino (США, режиссёр Клинт Иствуд)                                                                 |
| Лучший иностранный фильм       | • Аватар / Avatar (США, реж. Джеймс Кэмерон)                                                                          | |
| Лучший иностранный фильм       | • Харви Милк / Milk (США, реж. Гас Ван Сент)                                                                          | |
| Лучший иностранный фильм       | • Я убил свою маму / J'ai tué ma mère (Канада, реж. Ксавье Долан)                                                     | |
| Лучший иностранный фильм       | • Паника в деревне / Panique au village (Бельгия, реж. Стефани Обье, Венсан Патар)                                    | |
| Лучший иностранный фильм       | • Белая лента / Das weiße Band (Германия, реж. Михаэль Ханеке)                                                        | |
| Лучший иностранный фильм       | • Миллионер из трущоб / Slumdog Millionaire (Великобритания, реж. Дэнни Бойл)                                         | |

### Специальная награда
| Почётный «Сезар» |  | • Харрисон Форд |